# Otocinclus hasemani
Otocinclus hasemani is een straalvinnige vissensoort uit de familie van de harnasmeervallen (Loricariidae). De wetenschappelijke naam van de soort is voor het eerst geldig gepubliceerd in 1915 door Franz Steindachner. Hij noemde de soort naar John Diederich Haseman, die talrijke specimina van de soort had verzameld in het stroomgebied van de Parnaíba in de Braziliaanse staat Maranhão. De lengte van de vissen was gemiddeld 34 mm, waarvan 26 mm voor het lichaam alleen.